# لكمة البير

تعديل مصدري - تعديل

لكمة البير هي إحدى قرى عزلة القارة بمديرية رصد التابعة لمحافظة أبين، بلغ تعداد سكانها 202 نسمة حسب تعداد اليمن لعام 2004.